# Technology Independent Machine Interface
Technology Independent Machine Interface (of kortweg: TIMI) is een architectuurmodel dat door IBM wordt toegepast in haar E-Server iSeries servers. TIMI is een onderdeel van de microcode, en zorgt voor abstractie van de hardwarelaag. Hiermee kan worden bereikt dat besturingssystemen en applicatiesoftware zonder hercompileren op verschillende hardware kan worden uitgevoerd, of dat modernisering van de hardware kan plaatsvinden zonder dat dat de software beïnvloedt. 
TIMI biedt daarnaast de faciliteit dat de server kan worden voorzien van verschillende besturingssystemen. Zo kan een E-Server iSeries naast elkaar i5/OS, OS/400, AIX en Linux uitvoeren. Hiertoe wordt de fysieke machine gepartitioneerd, en elke partitie wordt voorzien van een eigen besturingssysteem.